# Anna Brown (abogada)
Anna Shelley Brown, OA (Australia, 20 de febrero de 1979) es una abogada y activista australiana, particularmente en el área de los derechos LGBTIQ. Después de trabajar para el Human Rights Law Centre (Centro Legal de Derechos Humanos) durante unos siete años, en diciembre de 2018 fue nombrada directora ejecutiva de la nueva organización de defensa LGBTI Equality Australia. 

## Trayectoria
Brown nació el 20 de febrero de 1979 y creció en los suburbios de Melbourne antes de estudiar política y derecho en laUniversidad de Monash. Se convirtió en presidenta de la Sociedad de Estudiantes de Derecho, y jugó en la ' Liga de Fútbol Femenina Victoriana'.

## Carrera
Después de un tiempo trabajando en derecho corporativo con Allens Arthur Robertson, trabajó para el Tribunal Federal de Australia como juez adjunta del juez Steven Rares. También ha sido asesora del exfiscal general y vice primer ministro de Victoria, Rob Hulls.
Hizo una fuerte campaña en favor de una disculpa a la comunidad gay por la redada en la discoteca Tasty de 1994, que finalmente llegó en 2014.
Se unió al Human Rights Law Center (HRLC) en 2011 y ha dirigido gran parte de su trabajo sobre los derechos LGBTI, el matrimonio igualitario, el reconocimiento de género y la reforma de la ley de igualdad, incluido el caso de Norrie May Welby en el Tribunal Superior. Hasta diciembre de 2018, fue Directora de Defensa Legal en HRLC.
Brown fue copresidenta de la Campaña de Igualdad durante la Encuesta Postal sobre la Ley de Matrimonio de Australia en 2017. Brown presentó un recurso de inconstitucionalidad en el Tribunal Superior sobre el plebiscito matrimonial, en nombre de Australian Marriage Equality. Anteriormente ocupó el cargo de Co-Coordinadora del Lobby por los Derechos de Gays y Lesbianas de Victoria.
En diciembre de 2018, Brown fue nombrada directora ejecutiva inaugural de la nueva organización de defensa de los derechos del colectivo LGBTI Equality Australia.
Ha hablado de la necesidad de una Declaración de Derechos o Ley de Derechos Humanos a nivel nacional. En 2018 y 2019 ocupó el cargo de copresidenta del Grupo de Trabajo de Justicia del Grupo de Trabajo LGBTI del Gobierno de Victoria.

## Reconocimientos
Brown fue nombrada persona GLBTI victoriana del año en noviembre de 2014, en los primeros premios de la comunidad GLOBE. También fue finalista del Tony Fitzgerald Community Award en los Australian Human Rights Awards 2014, finalista en Victorian Australian of the Year en 2015 y ganadora del Tim McCoy Award en 2015.
En las fiestas por el cumpleaños de la reina de 2019, Brown recibió la Medalla de la Orden de Australia (OAM) por «servicio a los derechos humanos y a la comunidad LGBTIQ». En octubre de 2019, fue nombrada ganadora de la categoría de empresa social y sin fines de lucro en los premios 100 Women of Influence de The Australian Financial Review.